# Golden Lady
Golden Lady è un'azienda produttrice e un marchio italiano di calze femminili.

## Storia
L'azienda è stata fondata nel 1967 a Castiglione delle Stiviere e oggi fa parte di un gruppo chiamato Golden Lady Company, che contiene altri sette marchi della calzetteria italiana. Nel 1971 Golden Lady acquisisce lo storico calzificio Noemi di Castel Goffredo.
Per i suoi spot televisivi si è avvalsa di testimonial importanti come Lorella Cuccarini, Anna Oxa, Kim Basinger, Miley Cyrus.